# Uriașul îngropat
Uriașul îngropat (în engleză The Buried Giant) este un roman fantastic scris de autorul britanic și laureat al Premiului Nobel pentru literatură Kazuo Ishiguro, publicat în martie 2015.
În centrul narațiunii se află un cuplu de britani, Axl și Beatrice, care trăiesc într-o lume fictivă, în Anglia de după epoca regelui Arthur, în care nimeni nu-și poate păstra amintirile. Cei doi își amintesc vag că ar fi avut un fiu și pornesc în căutarea lui spre satul vecin.
Romanul a fost nominalizat în 2016 la Premiul World Fantasy pentru cel mai bun roman și la Premiul Mythopoeic. În același an s-a clasat pe locul al șaselea la Premiul Locus pentru cel mai bun roman în genul fantezie.

## Rezumat
După moartea regelui Arhur, saxonii și britanii trăiesc în armonie. Axl și Beatrice, un cuplu în vârstă de britani, și întreaga lor comunitate suferă de amnezie selectivă severă, pe care o numesc „ceața”. Deși abia dacă își mai amintesc, cei doi soți sunt siguri că au avut un fiu și se hotărăsc să meargă să-l caute într-un sat aflat la câteva zile distanță. Locuiesc într-un sat saxon, unde doi căpcăuni au răpit un băiat pe nume Edwin. Un luptător saxon, Wistan, îi ucide pe căpcăuni și îl salvează pe Edwin, însă băiatul este rănit și toți cred că a fost mușcat de căpcăuni. Sătenii superstițioși încearcă să-l ucidă, dar Wistan îl salvează și pornesc amândoi la drum împreună cu Axl și Beatrice, cu gândul să-l lase pe Edwin în satul fiului lor.
Cei patru călători se îndreaptă spre o mânăstire pentru a discuta cu Jonus, un călugăr înțelept, despre o durere pe care o simte Beatrice într-o parte. Aici îl întâlnesc pe bătrânul Sir Gawain, nepotul regelui Arthur, cel care, potrivit legendei, fusese însărcinat cu zeci de ani în urmă să ucidă regina dragon Querig, dar nu reușise. Wistan mărturisește că a fost trimis de regele saxon pentru a o ucide pe Querig, de teamă ca lordul Brennus, regele britanilor, să nu o folosească pentru a-i decima pe saxoni. La mânăstire, cu toții sunt primiți cu ospitalitate, însă Jonus le spune că majoritatea călugărilor sunt corupți. Sir Gawain vorbise cu starețul, pentru a-i proteja pe călători. Însă acesta îl informează pe lordul Brennus, care trimite soldați să îi ucidă. Luptător cu experiență, Wistan își dă seama că mânăstirea fusese, de fapt, o fortăreață, și se folosește de construcție pentru a-i prinde și ucide pe soldați.
Pe drum, în timp ce călăresc împreună, Sir Gawain își amintește cum, cu ani în urmă, regele Arthur poruncise exterminarea mai multor sate saxone. Prin acest masacru fuseseră încălcate tratatele de pace negociate de Axl, care pe atunci era trimisul regelui Arthur (chiar dacă el nu își mai amintește acum). Tot Arthur poruncise să fie adusă Querig unde se afla acum și să se facă o vrajă prin care răsuflarea ei să devină o ceață care să aducă uitarea și astfel saxonii să uite de masacru.
Axl și Beatrice se despart de Wistan și Edwin și continuă drumul singuri. O fată îi convinge să ducă o capră otrăvită în sălașul lui Querig. Pe drum li se alătură sir Gawain și le arată calea. În timpul călătoriei cu Wistan, Edwin tot aude o voce și crede că e mama lui care îl caută. Wistan își dă seama că rana băiatului era de la un pui de dragon și că Edwin îl va conduce la Querig. Edwin devine tot mai agitat și greu de controlat pe măsură ce se apropie de Querig.
Sir Gawain le spune că misiunea lui nu era să o ucidă pe Querig, ci să o păzească pentru a menține mereu ceața. Wistan îl provoacă la duel pe Gawain și îl ucide. Apoi o ucide pe Querig și astfel Edwin își revine din nebunia lui, ceața se risipește și toți oamenii își recapătă amintirile. El spune că „uriașul, cândva adânc îngropat, acum începe să se agite”: fapta lui va reînvia dușmănia dintre saxoni și britani și va provoca un nou război.
Axl și Beatrice își amintesc în sfârșit că fiul lor murise cu mulți ani în urmă de ciumă. Se întâlnesc cu un barcagiu care le propune să îi ducă pe o insulă unde vor fi mai aproape de fiul lor pentru totdeauna. El le spune că, de regulă, cuplurile căsătorite trebuie să locuiască separat pe insulă, fără a se mai vedea vreodată, însă, dacă dragostea lor e profundă vor putea rămâne împreună. Barcagiul le mai spune că ei doi vor rămâne împreună pentru că dragostea lor e autentică, dar pentru că valurile sunt agitate, trebuie să-i transporte pe rând. Axl are îndoieli și crede că intenția acestuia este să-i păcălească pentru a-i despărți definitiv, dar Beatrice are încredere în el și îl roagă pe Axl să aștepte pe mal până barcagiul o va duce pe ea pe insulă. Axl acceptă fără tragere de inimă și se îndepărtează în tăcere în timp ce barcagiul o duce cu el pe Beatrice.

## Scriere și publicare
Katzuo Ishiguro a scris Uriașul îngropat în zece ani, mai mult decât anticipase. Pe când se afla la Festivalul de literatură de la Cheltenham în 2014, a menționat că soția lui, Lorna MacDougall, nu a fost de acord cu o primă versiune a cărții și i-a spus că nu are decât să o ia de la capăt, ceea ce pe Ishiguro l-a luat prin surprindere deoarece el chiar era mulțumit de evoluția cărții sale. Așa că a abandonat lucrul la roman și a scris o carte de nuvele, Nocturne. Cinci povești despre muzică și amurg (2009). Abia după încă șase ani a reluat lucrul la roman și a urmat sfatul soției sale, refăcând întreaga poveste de la zero.
Când a conceput acțiunea romanului, Ishiguro s-a inspirat din Britania Evului Mediu întunecat. A declarat pentru The New York Times că intenția lui era să abordeze tema memoriei colective și felul în care societatea alege să uite pentru a face față traumei războiului. Motivul pentru care a exclus un context istoric modern a fost că ar fi părut prea realist și ar fi fost interpretat prea literal. Problema a fost rezolvată prin amplasarea acțiunii în Evul Mediu întunecat. Animat de aceste intenții, Ishiguro s-a documentat despre Anglia acelor timpuri și a descoperit că nu există informații clare în această privință, ceea ce i-a permis să completeze spațiile lipsă cu elemente proprii și să creeze decorul fantastic pentru romanul său. Soția sa l-a ajutat să aleagă titlul cărții. După mai multe variante, când romanul era aproape gata, au găsit titlul potrivit. Potrivit lui Ishiguro, „Uriașul adânc îngopat începe să se agite. Și când se va trezi, va fi haos.”

## Receptare critică
Uriașul îngropat a primit recenzii în general pozitive. Potrivit Bookmarks Magazine, este un roman „excelent”, ca de altfel majoritatea cărților lui Ishiguro, în care nu totul e ceea ce pare la început.
Autorul și jurnalistul britanic Alex Preston a scris în The Guardian că romanul lui Ishiguro nu trebuie redus la o parabolă cu monștri, cavaleri și vrăji misterioase. Este „o examinare profundă a amintirilor și a sentimentului de vinovăție, a modului în care ne amintim de traume colective.” Totodată, este o carte captivantă, ușor de citit și greu de lăsat din mână. Potrivit aceluiași articol, Uriașul îngropat e asemănat cu Urzeala tronurilor, dar cu conștiință, ori cu romanul lui T.H. White Sabia din stâncă adaptat pentru epoca unei traume colective, o splendidă carte despre datoria de a-ți aminti și nevoia de a uita.
Au existat și critici negative. James Wood a scris pentru The New Yorker că Ishiguro încalcă mereu propriile reguli și prezintă „amintiri limitate, dar convenabil de lucide.” Folosește tactica uitării convenabile și ascunde ceea ce deranjează.
Ursula K. Le Guin a criticat romanul pentru felul în care se înscrie în genul fantastic. Ea adaugă faptul că, deși apreciază intenția scriitorului și înțelege mesajul său, este imposibil să amesteci elementele specifice unui gen literar pentru un scop serios, în timp ce refuzi să te identifici cu el, de aceea consideră „o experiență dureroasă” lectura acestei cărți. Ishiguro folosește genul fantastic și totodată pare să îl ridiculizeze în comparație cu mesajul profund al cărții sale. La aceste comentarii, Ishiguro a răspuns că Le Guin are tot dreptul să aprecieze sau nu cartea sa, însă el consideră că scriitoarea face o confuzie în privința sa, lui îi plac dragonii și zânele. În continuare, Le Guin a declarat că acceptă cu bucurie răspunsul lui Ishiguro și că regretă dacă s-a grăbit să răapundă la întrebarea formulată de acesta: „Oare vor crede că e o fantezie?”

## Audiobook
În 2015, Penguin Random House a lansat o versiune audiobook a romanului, în interpretarea actorului britanic David Horovitch.

## Traduceri
Cartea a fost tradusă în franceză, germană, spaniolă, italiană, română ca Le géant enfoui, Der begrabene Riese, El gigante enterrado, Il gigante sepolto, și respectiv Uriașul îngropat.

## Adaptare cinematografică
În ianuarie 2023, regizorul Guillermo del Toro a dezvăluit într-un interviu acordat publicației The Daily Telegraph că intenționează să scrie, să producă și să regizeze o adaptare animată a romanului. În februarie, filmul a fost anunțat oficial de Netflix Animation și ShadowMachine, cu care del Toro colaborase și la filmul Pinocchio. Scriitorul Dennis Kelly s-a alăturat proiectului ca scenarist alături de Guillermo del Toro.